# Coreses
Coreses é um município da Espanha na província de Zamora, comunidade autónoma de Castela e Leão, de área 43,12 km² com população de 1153 habitantes (2007) e densidade populacional de 26,86 hab/km².

## Demografia
| Variação demográfica do município entre 1991 e 2004 | Variação demográfica do município entre 1991 e 2004 | Variação demográfica do município entre 1991 e 2004 | Variação demográfica do município entre 1991 e 2004 |
| --------------------------------------------------- | --------------------------------------------------- | --------------------------------------------------- | --------------------------------------------------- |
| 1991                                                | 1996                                                | 2001                                                | 2004                                                |
| 1337                                                | 1250                                                | 1224                                                | 1158                                                |